# Continental Basketball Association 1997-1998
La stagione CBA 1997-98 fu la 52ª della Continental Basketball Association. Parteciparono 9 squadre divise in due gironi.
Rispetto alla stagione precedente si aggiunsero gli Idaho Stampede. I Florida Beachdogs, gli Oklahoma City Cavalry e gli Omaha Racers scomparvero.

## Squadre partecipanti
- Connecticut Pride
- Fort Wayne Fury
- Gr. Rapids Hoops
- Idaho Stampede
- La Crosse Bobcats
- Quad City Thunder
- Rockford Lightning
- S. Falls Skyforce
- Yakima Sun Kings

## Classifiche

### American Conference
| Squadra            | V  | P  | QW    | PTS   |
| ------------------ | -- | -- | ----- | ----- |
| Fort Wayne Fury    | 31 | 25 | 117,0 | 210,0 |
| Rockford Lightning | 29 | 27 | 114,0 | 201,0 |
| Connecticut Pride  | 26 | 30 | 113,0 | 191,0 |
| Grand Rapids Hoops | 21 | 35 | 101,5 | 164,5 |

### National Conference
| Squadra              | V  | P  | QW    | PTS   |
| -------------------- | -- | -- | ----- | ----- |
| Quad City Thunder    | 38 | 18 | 130,0 | 244,0 |
| Sioux Falls Skyforce | 26 | 30 | 110,0 | 188,0 |
| Yakima Sun Kings     | 26 | 30 | 110,0 | 188,0 |
| Idaho Stampede       | 25 | 31 | 110,0 | 185,0 |
| La Crosse Bobcats    | 25 | 31 | 98,0  | 173,0 |

## Play-off

### Primo turno
|  | Fort Wayne Fury | 102 – 82 | Idaho Stampede |  |

|  | Idaho Stampede | 91 – 90 | Fort Wayne Fury |  |

|  | Fort Wayne Fury | 104 – 91 | Idaho Stampede |  |

|  | Idaho Stampede | 109 – 103 | Fort Wayne Fury |  |

|  | Fort Wayne Fury | 112 – 93 | Idaho Stampede |  |

|  | Rockford Lightning | 98 – 85 | Connecticut Pride |  |

|  | Rockford Lightning | 112 – 104 | Connecticut Pride |  |

|  | Rockford Lightning | 102 – 96 (d.1t.s.) | Connecticut Pride |  |

|  | Quad City Thunder | 99 – 95 | La Crosse Bobcats |  |

|  | Quad City Thunder | 98 – 86 | La Crosse Bobcats |  |

|  | Quad City Thunder | 106 – 85 | La Crosse Bobcats |  |

|  | Sioux Falls Skyforce | 113 – 98 | Yakima Sun Kings |  |

|  | Sioux Falls Skyforce | 107 – 101 (d.1t.s.) | Yakima Sun Kings |  |

|  | Yakima Sun Kings | 102 – 95 | Sioux Falls Skyforce |  |

|  | Yakima Sun Kings | 96 – 78 | Sioux Falls Skyforce |  |

|  | Sioux Falls Skyforce | 107 – 96 | Yakima Sun Kings |  |

### Semifinali
|  | Quad City Thunder | 90 – 89 | Rockford Lightning |  |

|  | Quad City Thunder | 85 – 83 | Rockford Lightning |  |

|  | Rockford Lightning | 99 – 81 | Quad City Thunder |  |

|  | Rockford Lightning | 94 – 92 | Quad City Thunder |  |

|  | Quad City Thunder | 86 – 80 | Rockford Lightning |  |

|  | Sioux Falls Skyforce | 91 – 85 | Fort Wayne Fury |  |

|  | Sioux Falls Skyforce | 93 – 91 | Fort Wayne Fury |  |

|  | Sioux Falls Skyforce | 106 – 99 | Fort Wayne Fury |  |

### Finale CBA
|  | Sioux Falls Skyforce | 95 – 92 | Quad City Thunder |  |

|  | Quad City Thunder | 82 – 81 | Sioux Falls Skyforce |  |

|  | Sioux Falls Skyforce | 94 – 93 | Quad City Thunder |  |

|  | Quad City Thunder | 108 – 106 | Sioux Falls Skyforce |  |

|  | Sioux Falls Skyforce | 107 – 95 | Quad City Thunder |  |

|  | Quad City Thunder | 107 – 85 | Sioux Falls Skyforce |  |

|  | Quad City Thunder | 92 – 88 | Sioux Falls Skyforce |  |

### Tabellone
|  | Primo turno | Primo turno | Primo turno |             |           | Semifinali  | Semifinali | Semifinali |  |  | Finale CBA | Finale CBA | Finale CBA |  |
|  |             |             |             |             |           |             |            |            |  |  |            |            |            |  |
|  | 1           | Quad City   | 3           |             |           |             |            |            |  |  |            |            |            |  |
|  | 1           | Quad City   | 3           |             |           |             |            |            |  |  |            |            |            |  |
|  | 8           | La Crosse   | 0           |             |           |             |            |            |  |  |            |            |            |  |
|  | 8           | La Crosse   | 0           |             | 1         | Quad City   | 3          |            |  |  |            |            |            |  |
|  |             |             |             |             | 1         | Quad City   | 3          |            |  |  |            |            |            |  |
|  |             |             | 4           | Rockford    | 2         |             |            |            |  |  |            |            |            |  |
|  | 5           | Connecticut | 4           | Rockford    | 2         | 0           |            |            |  |  |            |            |            |  |
|  | 5           | Connecticut |             |             |           |             |            |            |  |  |            |            |            |  |
|  | 4           | Rockford    | 3           |             |           |             |            |            |  |  |            |            |            |  |
|  | 4           | Rockford    | 3           |             | Quad City | Quad City   | 4          |            |  |  |            |            |            |  |
|  |             |             |             |             |           |             |            |            |  |  |            |            |            |  |
|  |             |             | Sioux Falls | Sioux Falls | 3         |             |            |            |  |  |            |            |            |  |
|  | 3           | Sioux Falls | Sioux Falls | Sioux Falls | 3         | 3           |            |            |  |  |            |            |            |  |
|  | 3           | Sioux Falls |             |             |           |             |            |            |  |  |            |            |            |  |
|  | 6           | Yakima      | 2           |             |           |             |            |            |  |  |            |            |            |  |
|  | 6           | Yakima      | 2           |             | 3         | Sioux Falls | 3          |            |  |  |            |            |            |  |
|  |             |             |             |             | 3         | Sioux Falls | 3          |            |  |  |            |            |            |  |
|  |             |             | 2           | Fort Wayne  | 0         |             |            |            |  |  |            |            |            |  |
|  | 7           | Idaho       | 2           | Fort Wayne  | 0         | 2           |            |            |  |  |            |            |            |  |
|  | 7           | Idaho       |             |             |           |             |            |            |  |  |            |            |            |  |
|  | 2           | Fort Wayne  | 3           |             |           |             |            |            |  |  |            |            |            |  |

## Vincitore
| Campione CBA 1998             |
| ----------------------------- |
| Quad City Thunder (2º titolo) |

## Statistiche
| Categoria             | Giocatore       | Squadra              | Stat |
| --------------------- | --------------- | -------------------- | ---- |
| Punti per gara        | Jason Sasser    | Sioux Falls Skyforce | 22,7 |
| Rimbalzi per gara     | Devin Davis     | Idaho Stampede       | 9,8  |
| Assist per gara       | Gerald Madkins  | Rockford Lightning   | 8,9  |
| Palle rubate per gara | Melvin Newbern  | Sioux Falls Skyforce | 2,5  |
| Stoppate per gara     | Jimmy Carruth   | Fort Wayne Fury      | 3,4  |
| FG%                   | Thomas Hamilton | Fort Wayne Fury      | 60,8 |
| FT%                   | Charles Smith   | La Crosse Bobcats    | 92,5 |
| 3FG%                  | Greg Sutton     | Idaho Stampede       | 47,8 |

## Premi CBA
- CBA Most Valuable Player: Jimmy King, Quad City Thunder
- CBA Coach of the Year: Dan Panaggio, Quad City Thunder
- CBA Defensive Player of the Year: Michael McDonald, Grand Rapids Hoops
- CBA Newcomer of the Year: Jeff McInnis, Quad City Thunder
- CBA Rookie of the Year: Alvin Sims, Quad City Thunder
- CBA Executive of the Year: Tommy Smith, Sioux Falls Skyforce
- CBA Playoff MVP: Byron Houston, Quad City Thunder
- All-CBA First Team
  - Damon Bailey, Fort Wayne Fury
  - Jimmy King, Quad City Thunder
  - David Booth, La Crosse Bobcats
  - Gerald Madkins, Rockford Lightning
  - Adrian Griffin, Connecticut Pride
- All-CBA Second Team
  - Doug Smith, Quad City Thunder
  - Jeff McInnis, Quad City Thunder
  - Moochie Norris, Fort Wayne Fury
  - Antonio Lang, Grand Rapids Hoops
  - Kendrick Warren, Yakima Sun Kings
- CBA All-Defensive First Team
  - Michael McDonald, Grand Rapids Hoops
  - Jimmy King, Quad City Thunder
  - Adrian Griffin, Connecticut Pride
  - Jeff McInnis, Quad City Thunder
  - Kendrick Warren, Yakima Sun Kings
- CBA All-Rookie First Team
  - Alvin Sims, Quad City Thunder
  - Victor Page, Sioux Falls Skyforce
  - Nate Huffman, Idaho Stampede
  - Mikki Moore, Fort Wayne Fury
  - Jeff Capel, Grand Rapids Hoops